# Parvigenerina
Parvigenerina es un género de foraminífero bentónico de la familia Pseudobolivinidae, de la superfamilia Spiroplectamminoidea, del suborden Spiroplectamminina y del orden Lituolida. Su especie tipo es Bifarina porrecta var. arenacea. Su rango cronoestratigráfico abarca el Holoceno.

## Discusión
Clasificaciones previas incluían Parvigenerina en el suborden Textulariina del Orden Textulariida, o en el orden Lituolida sin diferenciar el suborden Spiroplectamminina.

## Clasificación
Parvigenerina incluye a las siguientes especies:
- Parvigenerina arenacea
- Parvigenerina heronalleni
- Parvigenerina mucronata
- Parvigenerina spiculata
- Parvigenerina walshi

Otras especies consideradas en Parvigenerina son:
- Parvigenerina bigenerinoides, aceptado como Textularia bigenerinoides
- Parvigenerina inflata, aceptado como Bolivina inflata
  - Parvigenerina inflata var. arenacea, aceptado como Parvigenerina arenacea